# Сухумский округ
Суху́мский о́круг — до начала XX в. — административно-территориальная единица Кутаисской губернии в составе Российской империи, позднее — особый округ. Центр — город Сухуми.

## История
Создан в 1883 году на основе Сухумского военного отдела. В 1883–1903 входил в состав Кутаисской губернии. Состоял из 4 участков: Гумистинский, Гудаутский, Кодорский, Самурзаканский. Заключал в себе три исторических области: Абхазию, Самурзакань и Цебельду. В начале XX века один из двух (наряду с Закатальским) особых округов Российской империи, приравненных к губерниям.
В декабре 1904 года из состава округа была выделена Гагринская климатическая  станция с окрестностями (включая город Гагра), и переданы в Сочинский округ Черноморской губернии, а округ получил статус приравненного к губернии.

В 1918 году округ вошёл в состав Грузинской Демократической Республики. 28 марта 1921 года на территории Сухумского округа была провозглашена Советская Социалистическая Республика Абхазия.
- Границы округа до и после административной реформы 1904 года

## География
Площадь 8621 км² (7575,4 верст²). На севере граничил с Кубанской областью, на северо-западе — с Черноморской губернией, на юго-западе омывался водами Чёрного моря.

## Население
Население 106 179 человек (1897), в том числе в Сухуме — 7998 чел.

### Национальный состав
Национальный состав по переписи 1897 года:
- абхазы — 58 697 чел. (55,28 %),
- мегрелы — 23 810 чел.	(22,42 %),
- армяне — 6 552 чел. (6,17 %),
- греки — 5 393 чел. (5,08 %),
- русские — 5 135 чел. (4,84 %),
- грузины — 1 830 чел. (1,72 %),
- турки — 1 347 чел. (1,27 %).

## Административное деление
В 1913 году в состав округа входило 65 сельских правлений: 
| - Адзюбжинское — с. Адзюбжа, - Ажарское — с. Ажара, - Акапа-Келасурское — с. Акапа, - Александровское — с. Александрово, - Андреевское — с. Андреевка, - Анухвинское — с. Анухва, - Ацинское — с. Аци, - Ачандарское — с. Ачандара, - Бабушарское — с. Бабушара, - Баклановское — с. Баклановка, - Баггебское — с. Сида, - Бедийское — с. Бедиа, - Беслахубское — с. Беслахуба, - Беслетское — с. Беслети, - Бомборское — с. Бомборы, - Владимировское — с. Владимировка, - Гальское — с. Гали, | - Георгиевское — с. Георгиевка, - Гнадебергское — кол. Гнадеберг, - Гудавское — с. Гудава, - Гудауты — местечко Гудаута, - Гульрипшинское — с. Гульрипш, - Гумистинское — с. Гумиста, - Гупское — с. Гупи, - Джгердинское — с. Джгерда, - Дмитриевское — с. Дмитриевка, - Драндское — с. Дранды, - Екатерининское — с. Екатериновка, - Илорское — с. Илори, - Кантаульское — с. Кантаули, - Колдахварское — с. Колдахвары, - Константиновское — с. Константиновка, - Латское — с. Лата, | - Лидзавское — с. Лидзави, - Линдаузское — с. Линдау, - Лыхненское — с. Алгид, - Мариинское — с. Мариинское, - Мерхеульское — с. Мерхеуль, - Михайловское — с. Михайловка, - Моквинское — с. Мокви, - Мухурское — с. Пуцхури, - Мцарское — с. Мцары, - Набакевское — с. Набакеви, - Найдорфское — с. Найдорф, - Николаевско-Анастасиевское — с. Николаевск-Анастасиевка, - Ново-Черниговское — с. Ново-Черниговка, - Новый Афон — монастырь Новый Афон, - Окумское — с. Окум, - Ольгинское — с. Ольгино, | - Очемчиры — м. Очемчиры, - Павловское — с. Павловка, - Петровское — с. Петровское, - Полтавское — с. Полтавское, - Поквешское — с. Поквеши, - Пшапское — с. Пшап, - Решо-Шешелецкое — с. Реши, - Саберийское — с. Саберио, - Спасское — с. Спасское, - Старо-Черниговское — с. Старо-Черниговка, - Тамышское — с. Тамыш, - Ткварчельское — с. Ткварчели, - Чубурисхиндское — с. Чубурисхинджи, - Чиловское — с. Чилов, - Эстонское — с. Эстонка, - Эшерское — с. Эшери. |

## Известные уроженцы и жители
- Агрба, Алексей Сергеевич — государственный и политический деятель Абхазии, Грузии, Азербайджана, Закавказской Федерации.
- Аджинджал, Иван Андреевич — абхазский учёный-этнограф
- Берия, Лаврентий Павлович — советский государственный и политический деятель, Генеральный комиссар госбезопасности, Маршал Советского Союза, Герой Социалистического Труда.
- Векуа, Илья Несторович — советский математик, Первый ректор Новосибирского государственного университета, Ректор Тбилисского государственного университета, Президент Академии Наук Грузинской ССР.
- Геловани, Варлаам Леванович — князь, политический и общественный деятель, депутат IV Государственной думы Российской империи.
- Гулиа, Георгий Дмитриевич — абхазский писатель, Заслуженный деятель искусств Грузинской ССР, Заслуженный деятель искусств Абхазской АССР, Лауреат Сталинской премии третьей степени, Член ВКП(б).
- Делба, Михаил Константинович — советский государственный и партийный деятель.
- Джонуа, Алексей Несторович — советский и абхазский поэт и писатель.
- Джонуа, Чичико Михайлович — советский и абхазский поэт и писатель.
- Ксимитов, Константин Лазаревич — офицер русской армии, участник Первой мировой войны.
- Пачалия, Шарах Абзегович — абхазский, советский актёр театра и кино, театральный режиссёр и драматург, Народный артист СССР.
- Сванидзе, Николай Самсонович — советский государственный и партийный деятель.
- Андрей (Ухтомский) — епископ Русской Православной Церкви, один из основателей и лидеров катакомбной церкви в СССР, автор термина «истинно-православные христиане».
- Чочуа, Андрей Максимович — советский государственный и партийный деятель.
- Шария, Пётр Афанасьевич — советский государственный и партийный деятель, сотрудник ЧК/НКВД, депутат Верховного Совета СССР, профессор, доктор философских наук, академик АН Грузинской ССР.
- Шавгулидзе, Шота Иосифович — советский грузинский футболист, заслуженный мастер спорта СССР.
- Шинкуба, Баграт Васильевич — абхазский писатель, поэт, политик.